# 鈴木杏樹
鈴木杏樹（日语：／ Suzuki Anju，1969年9月23日—），日本女演员、歌手及主持人。

## 生平
1969年出生在大阪府箕面市，於兵库县神户市长大。毕业于東京都立上野高等学校，17岁时进入神户市的一所美国学校，之后被CBS的星探发掘，这促使她搬去英国在伦敦一家音乐学校学习，1991年回到日本。1998年6月与骏河台日本大学病院的外科医生山形基夫结婚。2013年2月1日山形基夫逝世，死因不明。
2020年2月，被日本週刊爆出與已婚男演員喜多村綠郎有婚外情，鈴木發表道歉聲明，其主持的廣播節目亦撤換為其他主持人，而其聲明中「男方對自己表示打算單身」一言亦引起輿論反彈。